# シーナ・ライアン
シーナ・ライアン（Seana Ryan, 1974年7月30日 - ）は、アメリカ合衆国の女優、アダルトモデル。
1992年9月号の米国版ペントハウス誌においてPet of the Month の称号を得た。
アダルトモデルとして活躍するかたわら、1995年公開のホラー映画「Embrace of the Vampire」(邦題：レディ・ヴァンパイア/淫夢伝説、アリッサ・ミラノ主演)に、「Shawna Ryan」名で出演した。 